# Rio de Janeiro Grand Slam 2009
Il Rio de Janeiro Grand Slam 2009 si è tenuto a Rio de Janeiro, in Brasile dal 04 al 05 luglio 2009 ed è stato la sesta tappa dell'IJF World Tour 2009. È stata la prima edizione disputata dell'Rio de Janeiro Grand Slam.

## Risultati
Tutti i medagliati del torneo.
| Categorie donne | Oro                 | Argento            | Bronzo                           |
| --------------- | ------------------- | ------------------ | -------------------------------- |
| - 48 kg         | Frédérique Jossinet | Emi Tsuchiya       | Paula Pareto Sarah Menezes       |
| - 52 kg         | Yuka Nishida        | Audrey La Rizza    | Ilse Heylen Erika Miranda        |
| - 57 kg         | Telma Monteiro      | Nae Udaka          | Sabrina Filzmoser Rafaela Silva  |
| - 63 kg         | Claudia Malazahn    | Anicka van Emden   | Gervise Emane Claudia Ahrens     |
| - 70 kg         | Lucie Decosse       | Kerstin Teichert   | Yuri Alvear Orejuela Edith Bosch |
| - 78 kg         | Céline Lebrun       | Stephanie Possamai | Heide Wollert Tomomi Okamura     |
| + 70 kg         | Mika Sugimoto       | Carola Uilenhoed   | Melissa Mojica Franziska Konitz  |

| Categorie uomini | Oro                | Argento           | Bronzo                                 |
| ---------------- | ------------------ | ----------------- | -------------------------------------- |
| - 60 kg          | Ludwig Paischer    | Hirohaki Hiraoka  | Akimoto Kisei Arsen Galstyan           |
| - 66 kg          | Alim Gadanov       | Tsagaanbaatar     | David Larose Musa Mogushkov            |
| - 73 kg          | Dirk Van Tichelt   | Leandro Guilheiro | Mansur Isaev Yoel Razvozov             |
| - 81 kg          | Ivan Nifontov      | Nacif Elias       | Travis Stevens Masahiko Tomouchi       |
| - 90 kg          | Kirill Denisov     | Hugo Pessanha     | Eduardo Santos Tigo Camilo             |
| - 100 kg         | Elco van der Geest | Luciano Correa    | Askhab Kostoev Thierry Fabre           |
| + 100 kg         | Daniel Hernandes   | Hiroki Tachiyama  | Yasuyuki Muneta Pierre-Alexandre Robin |

## Medagliere
| Nr.                          | Nazione                      | Oro | Argento | Bronzo | Totale |
| ---------------------------- | ---------------------------- | --- | ------- | ------ | ------ |
| 1                            | Francia                      | 3   | 2       | 4      | 9      |
| 2                            | Russia                       | 3   | 0       | 4      | 7      |
| 3                            | Giappone                     | 2   | 4       | 4      | 10     |
| 4                            | Brasile                      | 1   | 4       | 5      | 10     |
| 5                            | Paesi Bassi                  | 1   | 2       | 1      | 4      |
| 6                            | Germania                     | 1   | 1       | 3      | 5      |
| 7                            | Austria                      | 1   | 0       | 1      | 2      |
| 7                            | Belgio                       | 1   | 0       | 1      | 2      |
| 8                            | Portogallo                   | 1   | 0       | 0      | 1      |
| 9                            | Mongolia                     | 0   | 1       | 0      | 1      |
| 10                           | Argentina                    | 0   | 0       | 1      | 1      |
| 10                           | Colombia                     | 0   | 0       | 1      | 1      |
| 10                           | Israele                      | 0   | 0       | 1      | 1      |
| 10                           | Porto Rico                   | 0   | 0       | 1      | 1      |
| 10                           | Stati Uniti                  | 0   | 0       | 1      | 1      |
| Totale 15 nazioni medagliate | Totale 15 nazioni medagliate | 14  | 14      | 28     | 56     |

Fonte

## Statistiche

### Statistiche sui partecipanti
|     | Continenti rappresentati | Nazioni rappresentate | Judoka presenti |
| --- | ------------------------ | --------------------- | --------------- |
| Nr. | 4                        | 25                    | 200             |

|              | EJU | JUA | PJU | OJU |
| ------------ | --- | --- | --- | --- |
| Nazionali    | 12  | 3   | 9   | 1   |
| Partecipanti | 75  | 21  | 103 | 1   |

| Categoria | -48 kg | -52 kg | -57 kg | -63 kg | -70 kg | -78 kg | +78 kg |
| --------- | ------ | ------ | ------ | ------ | ------ | ------ | ------ |
| Nr.       | 14     | 15     | 17     | 16     | 13     | 15     | 9      |

| Categoria | -80 kg | -66 kg | -73 kg | -81 kg | -90 kg | -100 kg | +100 kg |
| --------- | ------ | ------ | ------ | ------ | ------ | ------- | ------- |
| Nr.       | 16     | 16     | 21     | 15     | 9      | 13      | 10      |

### Statistiche sull'età dei partecipanti
L'età media dei partecipanti che hanno ottenuto una medaglia è di 25 anni.
| Kirill Denisov | 21 anni e 161 giorni |
| Ivan Nifontov  | 22 anni e 30 giorni  |
| Yuka Nishida   | 23 anni e 189 giorni |

Fonte
| Frédérique Jossinet | 33 anni e 200 giorni |
| Céline Lebrun       | 32 anni e 314 giorni |
| Daniel Hernandes    | 30 anni e 80 giorni  |